# Hexenzunft

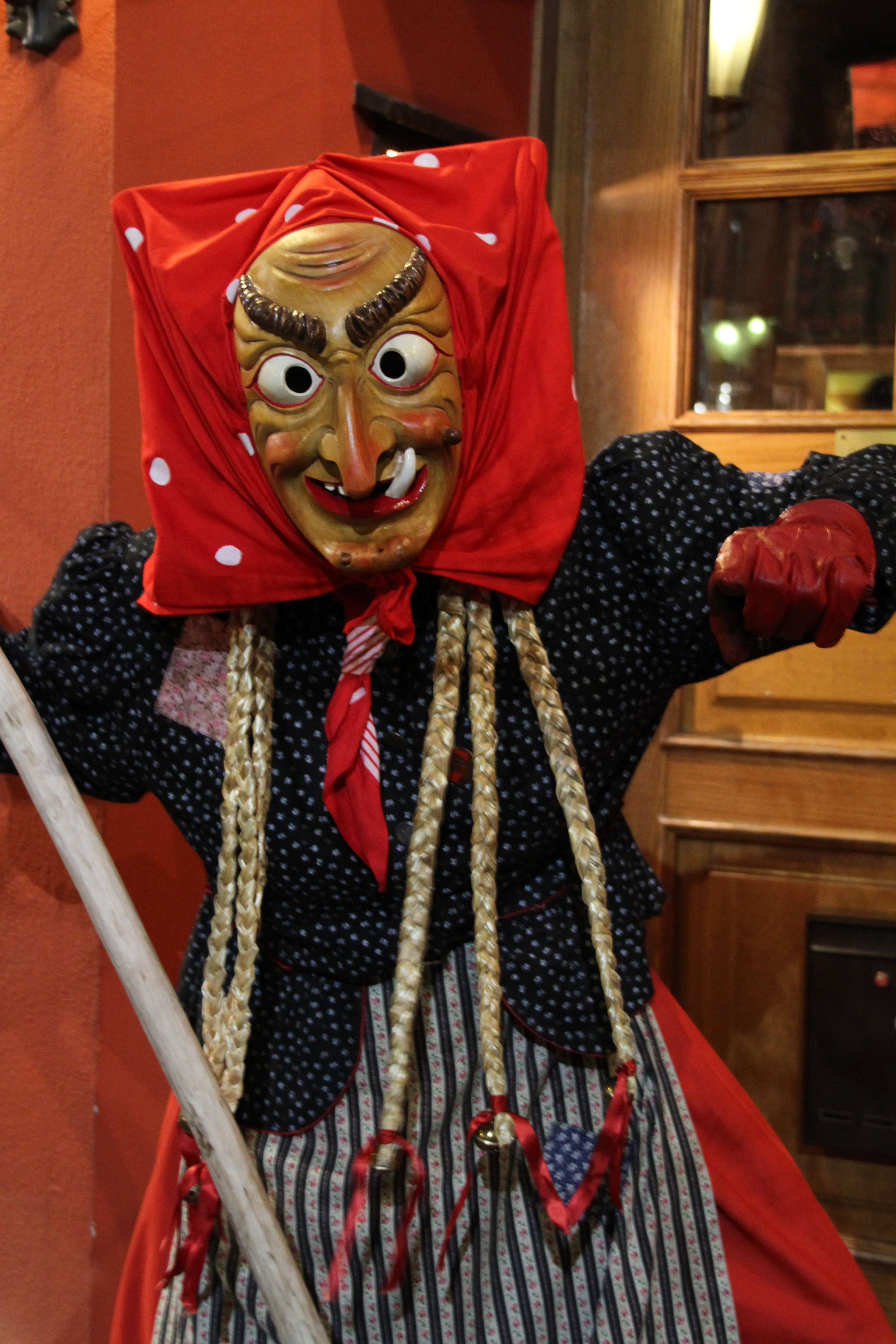
Die Offenburger Hexe

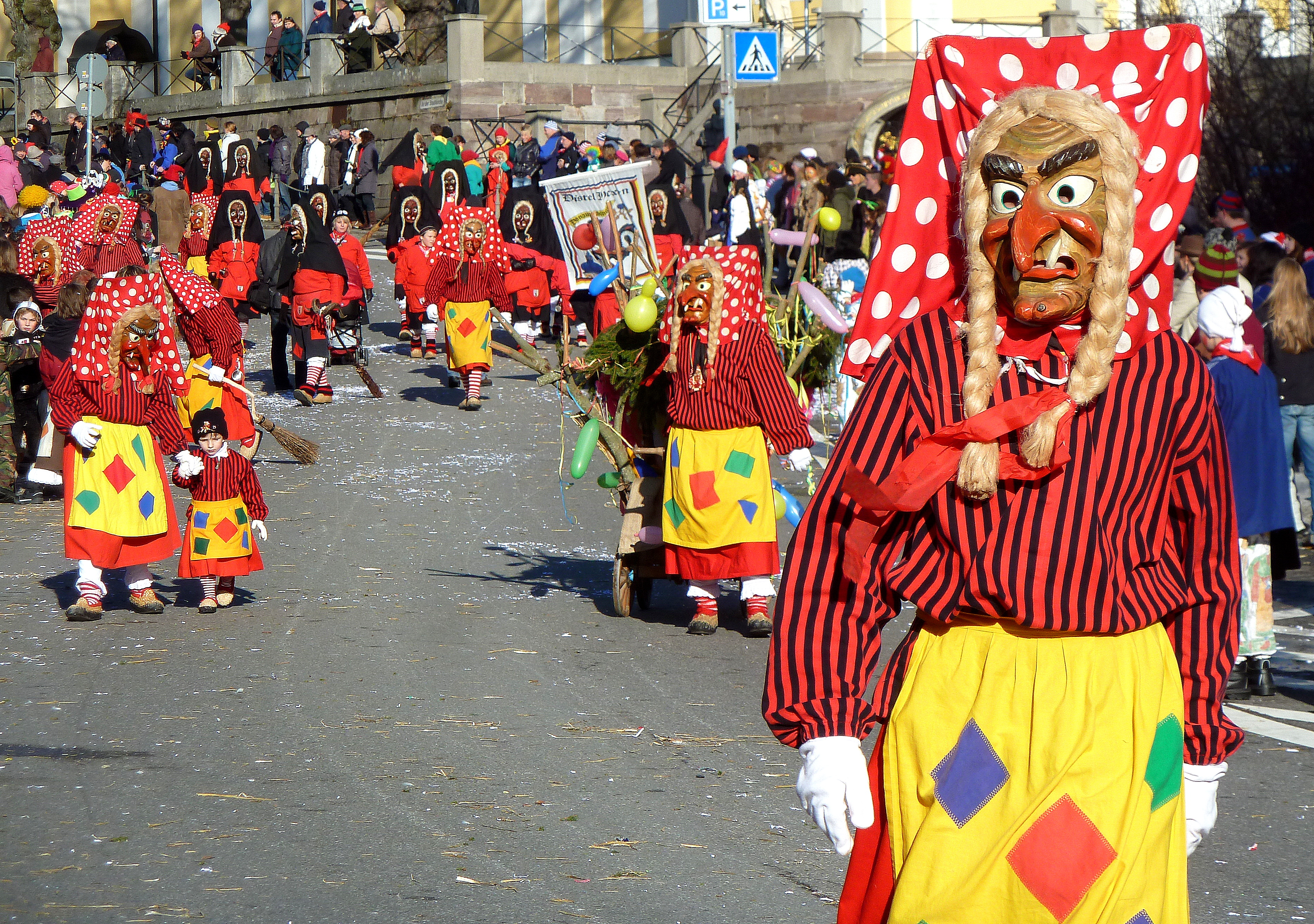
Schellenberg-Hexe, Donaueschingen

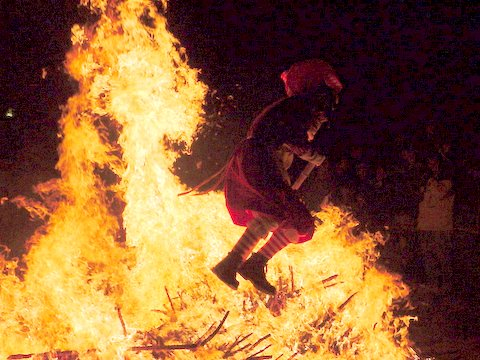
Hexensprung, Donaueschingen

Eine Hexenzunft ist eine Vereinigung von Hexen-Hästrägern der schwäbisch-alemannischen Fastnacht.

## Geschichte
Als aktive Teile der Schwäbisch-Alemannischen Fastnacht sind Hexenzünfte die jüngste Entwicklung. Viele Zünfte entstanden nach dem Zweiten Weltkrieg und auch heute werden noch neue Zünfte gegründet. Teilweise sind sie aus einer Weiterentwicklung der traditionellen Figuren der Wilden Leuten entstanden. Oft beziehen sich die Zünfte auch auf Sagengestalten, die auf örtliche Geschichten oder Ereignisse aufgreifen und teilweise zu einer Legende modifizieren. Die älteste noch existierende Hexenfigur der Schwäbisch-Alemannischen Fastnacht wurde von Karl und Pauline Vollmer in den frühen 1930er-Jahren in Offenburg entworfen und ist bis heute als zentrale Figur der Offenburger Hexenzunft aktiv.

## Zünfte (Beispiele)
| Hexenfigur & Hexenzunft                                           | Ort                       | Gründungsjahr | Legende |  |
| ----------------------------------------------------------------- | ------------------------- | ------------- | --- |  |
| Kohlwaldhexen der Narrenzunft Alpirsbach e. V.                    | Alpirsbach                | 1979          | Häsgruppe der Narrenzunft Alpirsbach. Bezieht sich auf den Kohlwald bei Alpirsbach und die Kohlenmeiler. |  |
| Waldsteinhexen Waldsteinhexen e. V.                               | Fischbach (Niedereschach) | 1983          | Inspiriert von der Haslacher Fastnacht von Jugendlichen gegründet. |  |
| Schinderhexen Schinderhexen e. V.                                 | Schramberg                | 1983          | Alte Hexenzunft im Schwarzwald. Am „Schmotzingen Donnerstag“ führen die Schinderhexen am Narrenbrunnen ihren Hexentanz auf. Bezogen ist der Name auf den historischen Schinderhannes, der um 1800 mit diversen Raubüberfällen den Schwarzwald unsicher machte. |  |
| Falken-Hexen Falken-Hexen Schramberg e. V.                        | Schramberg                | 1978          | Beziehen sich auf die Burg Falkenstein bei Schramberg |  |
| Berghexen Sulgener Berghexen e. V.                                | Schramberg-Sulgen         | 1986          | |  |
| Offenburger Hexe Offenburger Hexenzunft e. V.                     | Offenburg                 | 1935          | Älteste Hexenfigur der Schwäbisch-Alemannischen Fastnacht. |  |
| Saulgauer Riedhutzel Dorauszunft Saulgau 1355 e. V.               | Bad Saulgau               | 1960          | Auf einem althistorischen Bilderbogen von 1859 wurde eine Frühform einer noch maskenlosen „Saulgauer Hexe“ auf einem Steindruck festgehalten. Seit der Neugründung der Narrenzunft 1935 gehörte die maskentragende „Saulgauer Hexe“ zur örtlichen Fastnacht. Die ursprüngliche, geglättete Maske wurde Anfang der 1960er Jahre schließlich durch die runzelig-zerfurchte Maske der „Riedhutzel“-Hexe ersetzt. Mit ihrem braunen Gesicht, das einem Weidenstumpf im Ried ähnelt, soll sie an das um Bad Saulgau liegende Kronried erinnern. |  |
| Litzlocher Moorhexen Narrenzunft Litzlocher Moorhexen e. V.       | Achern-Gamshurst          | 1998          | Der Legende nach kommen die Hexen aus dem Litzlocher Moor bei Gamshurst und versetzten die Dorfbewohner in Angst und Schrecken. |  |
| Stadthexe Villinger Hexenzunft e. V.                              | Villingen-Schwenningen    | 1969          | Der Überlieferung nach gab es Hexen und „Wuescht“, die mit Besen und Ofengabeln bewaffnet waren und von der Obrigkeit verboten wurden. Eine erste solche Figur hieß „Hagazusa“ und soll der Legende nach um Villingen herum gelebt haben. Sie stand Pate für die 1969 geschaffene Stadthexe. Es gibt mehrere Rollen dieser Hexe mit unterschiedlichen Masken und Häs. |  |
| Kräuter-Huzeln Kräuter-Huzeln e. V.                               | Schramberg                | 1987          | „Weises Weiblein“ wurden in schlechten Zeiten der Hexerei bezichtigt. Die Zunft greift diesen historischen Bezug von pflanzen- und heilkräuterkundigen, zumeist älteren Frauen auf und thematisiert die Vorurteile, Angst vor Dämonen, Feindschaft der Kirche gegen sie. |  |
| Schwarzwaldhexen Schwarzwaldhexen Peterzell e. V.                 | Peterzell                 | 1992          | Der Sage nach wurde ein „Edelfräulein“ von „Häschern“ verfolgt und fand in Peterzell Zuflucht. Sie wurde im Kirchturm versteckt. Aus Dank vermachte sie den Allmendwald zu Reutin der Gemeinde Peterzell. Seit dieser Zeit soll sich das Edelfräulein jedes Jahr zur Fasnetszeit zur Schwarzwaldhexe verwandeln. |  |
| Schellenberg Hex Schellenberg Hexen e. V.                         | Donaueschingen            | 1975          | Der Name bezieht sich nicht auf das Geschlecht der Schellenberger. Deren Burg und Schloss soll bei Hüfingen am Fuße des Schellenberges gestanden haben. Die Schellenberg-Hexen traten erstmals 1964 als Alternative zu den vornehmen Traditionsfiguren Hansel und Gretel auf. 1975 wurde ein eigener Verein gegründet. |  |
| Buchbronner Hexen Buchbronner Hexen e. V.                         | Hornberg                  | 1978          | Buchenbronn ist ein Stadtteil von Hornberg. 1985 kam mit der „Buchbronner Hexenmusik“ eine Musikabteilung zum Verein. |  |
| Finsterbach Hexen Finsterbach Hexen Schramberg e. V.              | Schramberg                | 1981          | 1981 traten die Finsterbach Hexen in Schramberg zum ersten Mal in Erscheinung und gründeten 1986 einen Verein. Zu ihrem Häss gehören auch die Socken, in die die Farben von Schramberg, Lauterbach, und Schiltach eingegangen sind. |  |
| Keaberg Hexa Narrenzunft Freudenstadt e. V.                       | Freudenstadt              | 1984          | Die Narrenzunft Freudenstadt e. V. wurde 1983 mit dem „Bergmännle“ als erste Figur gegründet. 1984 kam die Keaberg Hex, benannt nach dem Hausberg von Freudenstadt, dem Kienberg, dazu. |  |
| Aichhalder Hexen Narrenzunft Aichhalden e. V.                     | Aichhalden                | 1936          | Der Verein hat über 850 Mitglieder in dem 3900 Einwohner Ort, wovon sich über 500 als Fastnacht als Hexen betätigen. Die Hexen kamen nach den anderen Figuren in den Verein. |  |
| Kohlwaldhexen Narrenzunft Alpirsbach e. V.                        | Alpirsbach                | 1976          | Die Sage um die Kohlwaldhexen beruht auf den historischen ersten Hexenprozessen 1605 in Alpirsbach. Der korrupte Klosterverwalter Josias Stehlin soll Hexenprozesse durchgeführt haben. In der Walpurgisnacht sollen die Hexen wehklagend und mit Geheul zum Sabattanz in den Kohlwald hochsteigen und aus Rache das verhasste Feuer, mit welchem man sie verbrannt hat, in den Alpirsbacher Kohlenmeilern ausblasen. |  |
| Sulzbach Hexen Sulzbach Hexen Hausach e. V.                       | Hausach                   | 1993          | Legendenfreier junger Zusammenschluss mit Musikkapelle |  |
| Unterdorfhexen Narren-Verein Trossingen e. V.                     | Trossingen                | 1995          | Der Sage nach gab eine Kuh im Trossinger Unterdorf einst nur noch rote Milch. Auf einen Rat hin stand der Bauer früh morgens auf, verschloss alle Türen, lehrte den roten Rahm in eine Pfanne und schlug mit einer Haselrute so lange hinein, bis nichts mehr drinnen war. Die Milch wurde wieder weiß. Eine Nachbarin jedoch, die ins Haus wollte und nicht gehört wurde, verwandelte sich in eine Unterdorfhexe. |  |
| Grafenhausener Hexen Hexenzunft Grafenhausen e. V.                | Grafenhausen              | 1963          | Bei dem Fasentumzugs im Jahr 1964 traten erstmals Grafenhausener Aktive in einem Hexenhäs auf, das immer mehr vereinheitlicht wurde und im Jahr 1968 seine endgültige Farbgebung erlangte. Mit dem „Hexenclub“ wurde daraufhin die Hexe als Fastnachtgestalt in Grafenhausen fest installiert. |  |
| Laubenhexen Laubenhexen Lahr e. V.                                | Lahr                      | 1996          | |  |
| Herderer Hexen                                                    | Bösingen                  |               | In Bösingen gab es einen sagenumwobenen Herdererhof, der auf unerklärliche Weise verschwand. Ein „Hexenwerk“ glauben die Gründer der Herderer Hexen. |  |
| Brotberghexen                                                     | Rötenberg                 |               | |  |
| Erz-Hexen Erz-Hexen Flourn e. V.                                  | Fluorn                    | 2001          | Der Name „Erz-Hex“ beruht auf dem Abbau von Bohnerz zur Eisengewinnung, der im Jahre 1422 zum ersten Mal in der Orts-Chronik auftauchte. Aus diesem Zusammenhang wurde das Häs der Erz-Hexe entwickelt. |  |
| Schlossberg Hexen                                                 | Hornberg                  |               | |  |
| Reblandhexen                                                      | Varnhalt (Baden-Baden)    |               | |  |
| Mauerberg-Hexen Mauerberg-Hexen Neuweier e. V.                    | Neuweier (Baden-Baden)    | 1995          | |  |
| Reichenberger Burghexen Reichenberger Burghexen Oppenweiler e. V. | Oppenweiler               | 2004          | Der Name der „Burghexe“ bezieht sich auf eine historische Begebenheit in der Geschichte Reichenbergs: Im Juli 1527 wurde auf eine Anzeige hin eine vom Markt heimkehrende Frau verhaftet, weil das Gerücht ging, sie sei einmal auf einer Ofengabel über ihren Gartenzaun geritten und habe mit dem Teufel intime Beziehungen unterhalten. Demzufolge galt sie als Hexe, wurde ihres Haares beraubt, ihre Glieder wurden gespannt und mit Ruten gepeitscht, die Schienbeine wurden mit brennenden, pechgetränkten Lumpen bearbeitet und ihre Füße über dem Kohlenbecken geröstet. Als sie trotz dieser Tortouren nicht gestand, wurde sie in den Reichenberger Turm gesperrt, der kein Dach hatte. |  |
| Leonberger Waldhexen Narrenzunft Leonberger Waldhexen e. V.       | Leonberg                  | 1995          | Die Leonberger Waldhexe steht im Mittelpunkt der Leonberger Fasnet. Ihr Aussehen spiegelt dieses Leben im Wald mit dem eingefallenen Gesicht und den Tannenzapfen und Tannenzweigen auf der Stirn der Brauchtumsmaske, der grünen Farbe des Häs (Kleidung) und den Strohschuhen wider. Der rustikale Schurz, das gelbe Schultertuch und die Ringelsocken in den Leonberger Stadtfarben schwarz und gelb zeichnet die Figur als eine alte, schaffende, aber auch mystische Frau aus. Der Besen entlarvt das alte Weible aber ganz klar als Waldhexe. |  |
| Rohrer Waldhexen ㅤ Narrenzunft Rohrer Waldhexen 1992 e. V.       | Rohr (Stuttgart)          | 1992          | „Herzog Ulrich begehrte die Frau seines Stallmeisters Hans von Hutten. Dieser war darüber sehr empört. Er merkte nicht, dass der Herzog Ulrich Streit suchte. Hans von Hutten starb durch das Schwert des Herzog Ulrich, einzig für sein Weib. Doch damit nicht genug Herzog Ulrich ließ Hans von Hutten an einer Eiche aufhängen“ Die Hütteneiche verkörpert mit der Maske, Hans von Hutten. Die übrigen Mitglieder verkörpern die Frau von Hutten. |  |
| Karlsternhexen Karlsterner-Hexenzunft 1996 e. V.                  | Mannheim                  | 1996          | "Im 18. Jahrhundert, als die pfälzischen Kurfürsten Hof hielten, war der Käfertaler Wald ein wildreiches Jagdgebiet; auf Rehe, Hasen, Hochwild und Sauen fanden große Parforcejagden statt. Der von Käfertal zum Karlstern führende „Neue Postweg“ und das, nach französischem Muster ausstrahlende Netz breiter Alleen, sind damals unter Kurfürst Karl Theodor angelegt worden." Der Wald als Jagdgebiet ist zentrales Element im Vereinsleben, das Logo stellt das Wegenetz im Wald dar. Der Schnittpunkt dieser Wege, der Karlstern, ist Namenspate und Zentrum des Vereins. Der Verein bezeichnet sich selbst als die nördlichste Hexenzunft in ganz Baden.                                   |  |

Einzelnachweise
1. ↑  Werner Metzger: Das große Buch der schwäbisch-alemannischen Fasnet: Ursprünge, Entwicklungen und Erscheinungsformen organisierter Narretei in Südwestdeutschland. 1999, ISBN 3-8062-1221-X.
2. ↑  Alemannische Fastnacht | Schwarzwald Tourismus GmbH. In: Schwarzwald Tourismus GmbH. Archiviert vom Original (nicht mehr online verfügbar) am 19. Mai 2016; abgerufen am 19. Mai 2016.  Info: Der Archivlink wurde automatisch eingesetzt und noch nicht geprüft. Bitte prüfe Original- und Archivlink gemäß Anleitung und entferne dann diesen Hinweis.
3. 1 2  Rohrer Waldhexen - Startseite. Abgerufen am 14. Februar 2023 (deutsch).
4. ↑  Schwarzwälder Bote, Oberndorf, Germany: Schramberg: Schinderhexen treiben ihr Unwesen – Schwarzwälder Bote. In: www.schwarzwaelder-bote.de. Abgerufen am 19. Mai 2016.
5. ↑  PartySchramberg – keeping the valley alive → Events → 6. Februar 2016. In: www.partyschramberg.de. Archiviert vom Original (nicht mehr online verfügbar) am 19. Mai 2016; abgerufen am 19. Mai 2016.
6. ↑  Homepage der Sulgener Berghexen. In: www.sulgener-berghexen.de. Abgerufen am 19. Mai 2016.
7. ↑  Die Offenburger Hexenzunft e. V. – Hexe. In: www.hexenzunft.de. Archiviert vom Original (nicht mehr online verfügbar) am 17. Juni 2016; abgerufen am 19. Mai 2016.
8. ↑  Dorauszunft Saulgau e. V. – Die Saulgauer Riedhutzel. In: www.dorauszunft.de. Abgerufen am 19. September 2023.
9. ↑  Home – Litzlocher Moorhexen. In: www.litzlocher-moorhexen.de. Abgerufen am 19. Mai 2016.
10. ↑  Brauchtum | Hexen. In: www.hexenzunft-villingen.de. Abgerufen am 19. Mai 2016.
11. ↑  Kräuter Huzeln. Abgerufen am 19. Mai 2016.
12. ↑  Patrick: Geschichte der Hexen. In: www.schwarzwaldhexen-peterzell.de. Abgerufen am 19. Mai 2016.
13. ↑  Vorstand | schellenberg-hexen.de. In: www.schellenberg-hexen.de. Abgerufen am 19. Mai 2016.
14. ↑  Vereins-Chronik. In: www.buchenbronner-hexen.de. Abgerufen am 19. Mai 2016.
15. ↑  Finsterbach–Hexen Schramberg e. V. In: www.schramberg.de. Archiviert vom Original (nicht mehr online verfügbar) am 19. Mai 2016; abgerufen am 19. Mai 2016.
16. ↑  Narrenzunft Freudenstadt e. V. In: www.nz-freudenstadt.de. Abgerufen am 30. Januar 2024.
17. ↑  Der verein. In: www.narrenzunft-aichhalden.de. Archiviert vom Original (nicht mehr online verfügbar) am 16. Dezember 2014; abgerufen am 19. Mai 2016.
18. ↑  Kohlwaldhexen – Neues Projekt. In: www.narrenzunft-alpirsbach.de. Abgerufen am 19. Mai 2016.
19. ↑  1&1 Homepage-Baukasten: U.Lied – Homepage der Sulzbach-Hexen Hausach. In: www.sulzbach-hexen.de. Archiviert vom Original (nicht mehr online verfügbar) am 19. März 2016; abgerufen am 19. Mai 2016.
20. ↑  Narren-Verein Trossingen e. V. In: www.nv-trossingen.de. Archiviert vom Original (nicht mehr online verfügbar) am 20. Mai 2016; abgerufen am 20. Mai 2016.
21. ↑  >>> Hexenzunft Grafenhausen e. V. <<<. In: www.hexe-faege.de. Abgerufen am 20. Mai 2016.
22. ↑  Herderhexen – über uns. Archiviert vom Original (nicht mehr online verfügbar) am 23. Mai 2016; abgerufen am 22. Mai 2016.
23. ↑  Reichenberger Burghexen Oppenweiler e. V. - Geschichte. Abgerufen am 27. Februar 2017.
24. ↑  Leonberger Waldhexen. Abgerufen am 6. März 2019.
25. ↑  Hexenzunft. Abgerufen am 11. Januar 2024 (deutsch).